# 翁尼·拉帕莱宁
翁尼·拉帕莱宁（芬蘭語：Onni Lappalainen，1922年7月30日—1971年1月12日），生于米凯利，芬兰男子竞技体操运动员。他曾获得1952年和1956年夏季奥运会体操比赛男子团体全能铜牌。他于1971年在米凯利去世。